# Andreas Grieser

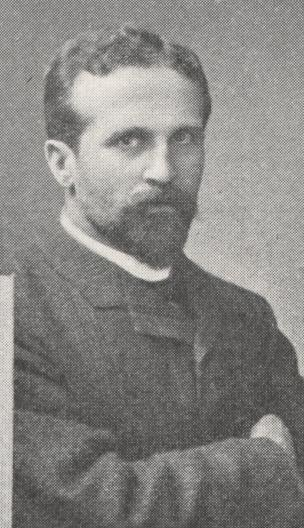
Andreas Grieser als Staatsanwalt, 1906

Andreas Grieser (* 31. März 1868 in Bliesdalheim, Rheinpfalz; † 18. Oktober 1955 in München) war ein deutscher Jurist, Politiker und von 1918 bis 1920 Erster Bürgermeister von Würzburg.

## Leben
Grieser wurde als zweites von elf Kindern des Eisenbahnschaffners Johannes Grieser (1840–1917) und dessen Frau Magdalena Grieser, geb. Mischo, (1844–1887) im damals bayerischen Bliesdalheim geboren. Nach dem Besuch des Humanistischen Gymnasiums in Speyer studierte er Rechtswissenschaften an der Universität München. Dort gehörte er der katholischen Studentenverbindung „Alemannia“ (seit 1920 im KV) an. Nach dem Studium ließ sich der junge Mann zunächst als Rechtsanwalt nieder, war später Amtsrichter und schließlich als Staatsanwalt im Bayerischen Staatsministerium der Justiz tätig.
Grieser heiratete am 1. Mai 1899 Elise Pickl, die Tochter der Oberamtsrichters Pickl. Aus dieser Ehe ging ein Sohn, Hans Grieser, hervor.

## Grieser als Politiker
Ab 1909 war Grieser Magistratsrat der Stadt München, hier setzte er sich maßgeblich für die Verbesserung des Armenwesens und der Jugend- und Kriegsfürsorge ein. Politisch stand er der Deutschen Zentrumspartei und ab 1918 der  Bayerischen Volkspartei, weltanschaulich dem politischen Katholizismus nahe. Am 3. Januar 1918 wurde er zum Ersten Bürgermeister (den seit 1908 bestehenden offiziellen Titel Oberbürgermeister führte Grieser selbst nicht) in Würzburg gewählt, wo er ein angesehener und beliebter, 1918 noch der konstitutionellen Monarchie verbundener Bürgermeister war und nach der, in Folge der Neuordnung der bayerischen Kommunalgesetzgebung notwendigen, Neuwahl am 29. Juni 1919 nochmals mit 11.429 von 11.432 abgegebenen Stimmen im Amt bestätigt worden. Von 1919 bis 1921 gehörte er als Vorsitzender dem Bayerischen Landtag an. In seiner Amtszeit ereignete sich der sogenannte „Würzburger Blutmontag“ am 28. Juni 1920, bei dem es aufgrund Lebensmittelsknappheit zu Demonstrationen und Geschäftsplünderungen sowie zum Einsatz der Reichswehr kam und zwei Tote und drei Verletzte zu verzeichnen waren. Trotz heftiger Kritik der politischen Linken, hatte Grieser, der sich ja insbesondere für die ärmeren Bevölkerungsschichten einsetzte, sein hohes Ansehen in Würzburg behalten. Am 22. November 1920 legte Grieser sein Bürgermeisteramt nieder und zog nach Berlin, da ihn Reichsarbeitsminister Heinrich Brauns in das Reichsarbeitsministerium berufen hatte. Griesers Nachfolger wurde sein bisheriger Erster Stellvertreter Hans Löffler. In Berlin diente Andreas Grieser ab 1922 als Ministerialdirektor für nationale und internationale Sozialversicherung und Wohlfahrtspflege. Am 15. Juni 1932 wurde er zum Staatssekretär im Reichsarbeitsministerium ernannt. Mit der Machtübernahme der Nationalsozialisten wurde Grieser 1933 entlassen.
Während seiner Zeit im Arbeitsministerium war Grieser maßgeblich an der Schaffung der Gesetze zur Regelung der Sozial- und Krankenversicherung der Bergleute (Knappschaftsversicherung), der Seeleute, der Regelung der Sozialrenten für saarländische Arbeitnehmer sowie des Staatsvertrages, in dem die Gegenseitigkeit der Sozialversicherungen für Deutsche, Franzosen und Saarländer gewährleistet wurde,  beteiligt.
Nach dem Ende der dortigen NS-Herrschaft wurde Grieser im März 1945 von der US-amerikanischen Besatzungsmacht als Landrat im saarländischen Landkreis St. Ingbert eingesetzt. Am 24. Oktober 1947 holte ihn der bayerische Ministerpräsident Hans Ehard als Staatssekretär im Bayerischen Staatsministerium für Arbeit und Soziale Fürsorge in sein Kabinett. Grieser setzte sich in seinem Amt vor allem dafür ein, die mehr als zwei Millionen Flüchtlinge, Kriegsopfer und Kriegsblinden in Bayern in das Sozialversicherungssystem einzubinden. 1949 entwarf er das bayerische Blindengeld-Gesetz. Mit der Neubildung der bayerischen Staatsregierung nach der Landtagswahl im Herbst 1950 schied Grieser am 18. Dezember 1950 aus dem Kabinett aus.

## Ehrungen
- 31. März 1928: Verleihung der Ehrendoktorwürde in den Staatswissenschaften durch die Rechts- und Wirtschaftswissenschaftliche Fakultät der Eberhard-Karls-Universität zu Tübingen. Ausgezeichnet wurden seine „hervorragenden Verdienste um den Wiederaufbau der Sozialversicherung nach dem Ersten Weltkrieg und ihre Geltendmachung in der Welt“
- 15. Januar 1952: Großes Bundesverdienstkreuz
- Der Verband der Kriegsopfer VdK ernannte ihn zu seinem ersten Ehrenmitglied